# Albunione australiana
Albunione australiana là một loài chân đều trong họ Bopyridae. Loài này được Markham & Boyko miêu tả khoa học năm 1999.